# Cheval à la herse
Ne doit pas être confondu avec Cheval (homonymie).
Cheval à la herse est une sculpture de Pierre Louis Rouillard.
D'une hauteur de 3,5 mètres et d'une longueur de 2,23 mètres pour 2,5 tonnes, l'œuvre représentant un cheval a été commandée pour l'Exposition universelle de 1878. Elle faisait partie d'un ensemble de quatre statues monumentales en fonte de fer et dorées à l'origine (avec Éléphant pris au piège d'Emmanuel Frémiet, Taureau d'Auguste Cain et Rhinocéros d'Henri-Alfred Jacquemart) qui entouraient la fontaine devant le palais du Trocadéro à Paris.
Démonté en 1935 lors de la démolition du palais du Trocadéro, l'Éléphant pris au piège de Frémiet est installé dans les jardins de la porte de Saint-Cloud à Paris jusqu'en 1985. Avec Éléphant pris au piège et Rhinocéros — Taureau est à Nîmes —, ce cheval est depuis 1986 sur le parvis du musée d'Orsay à Paris.
Elle a été fondu par Antoine Durenne, et restaurée en 1986 par la fonderie de Coubertin de Saint-Rémy-lès-Chevreuse.

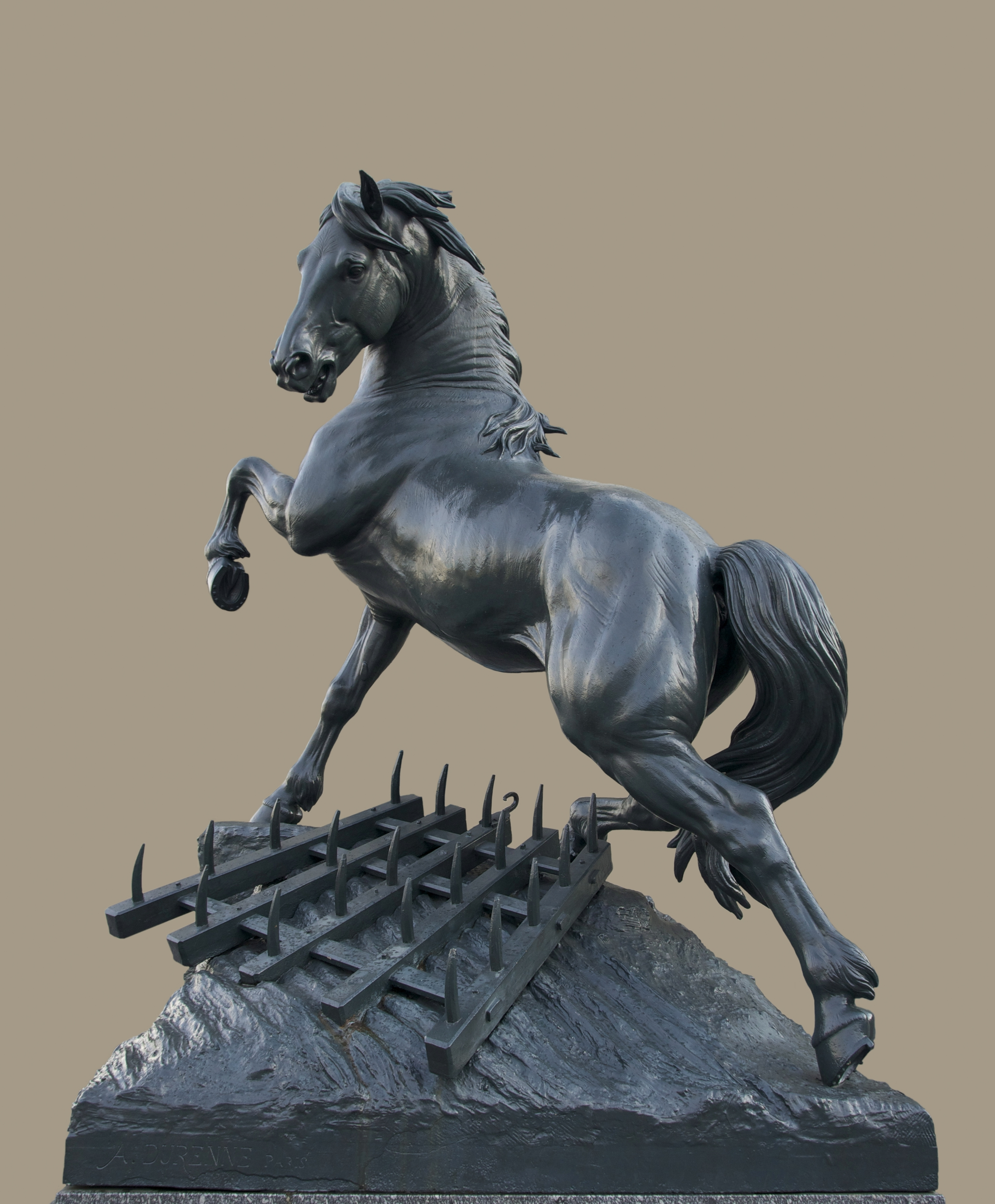
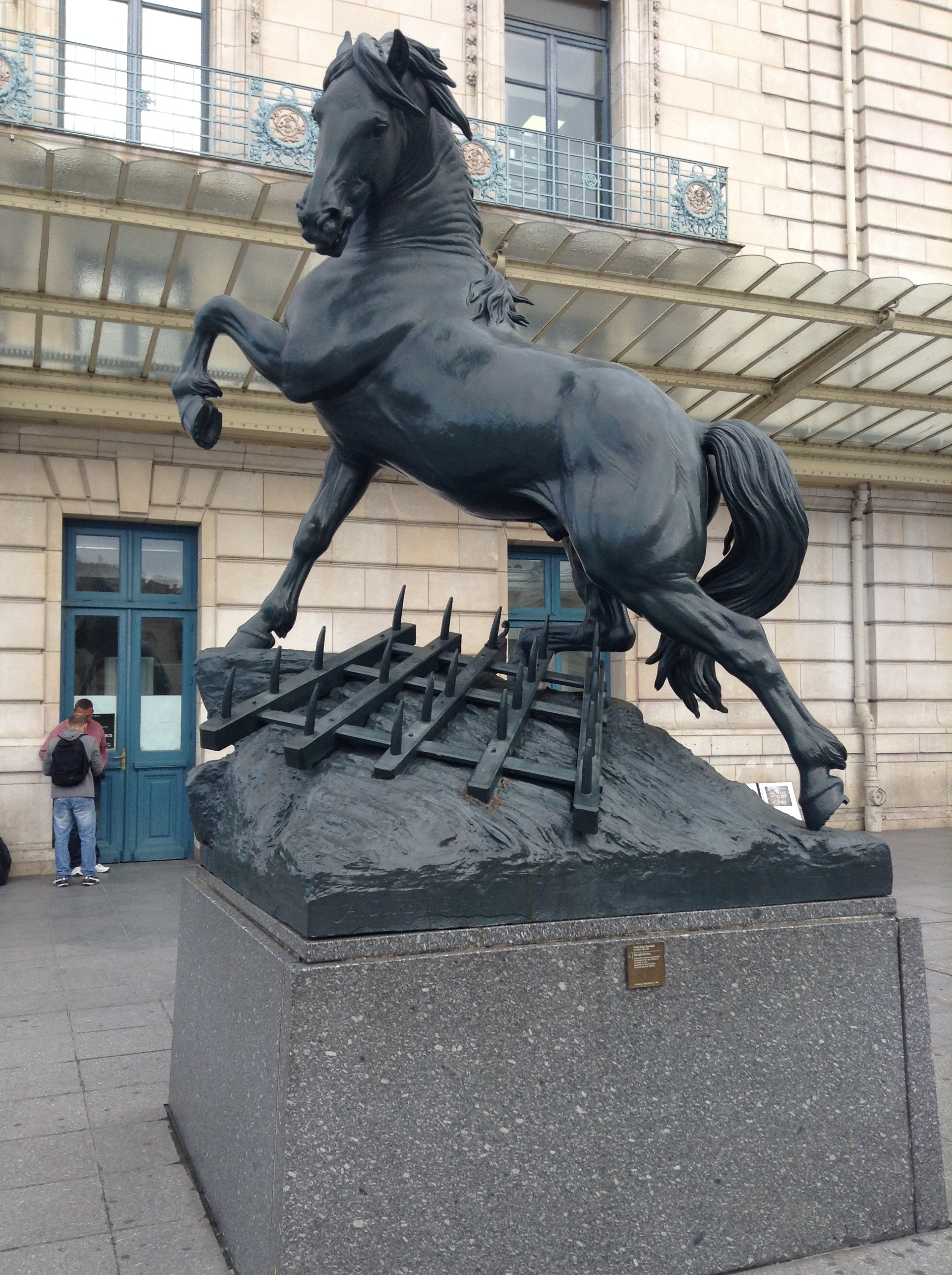
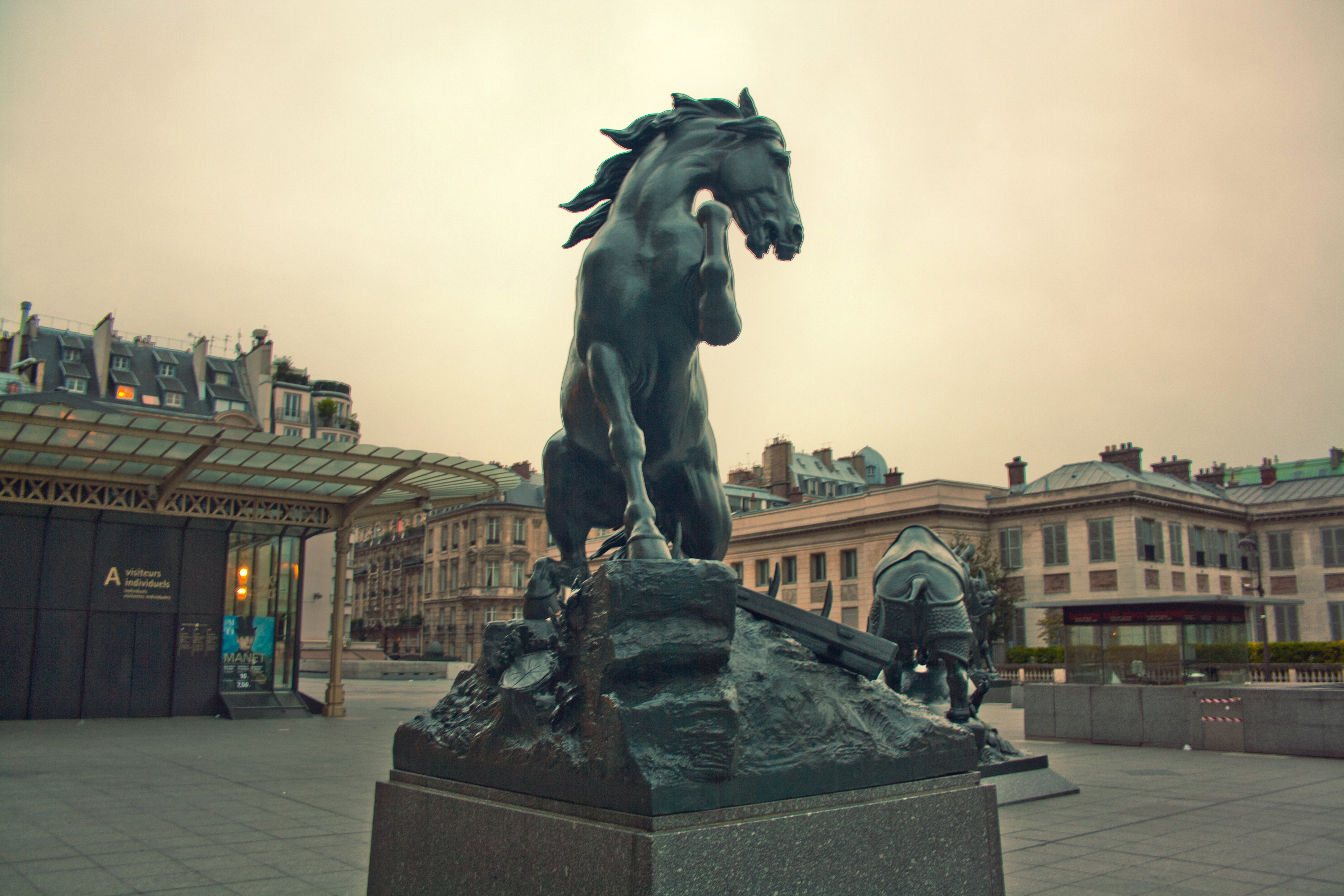
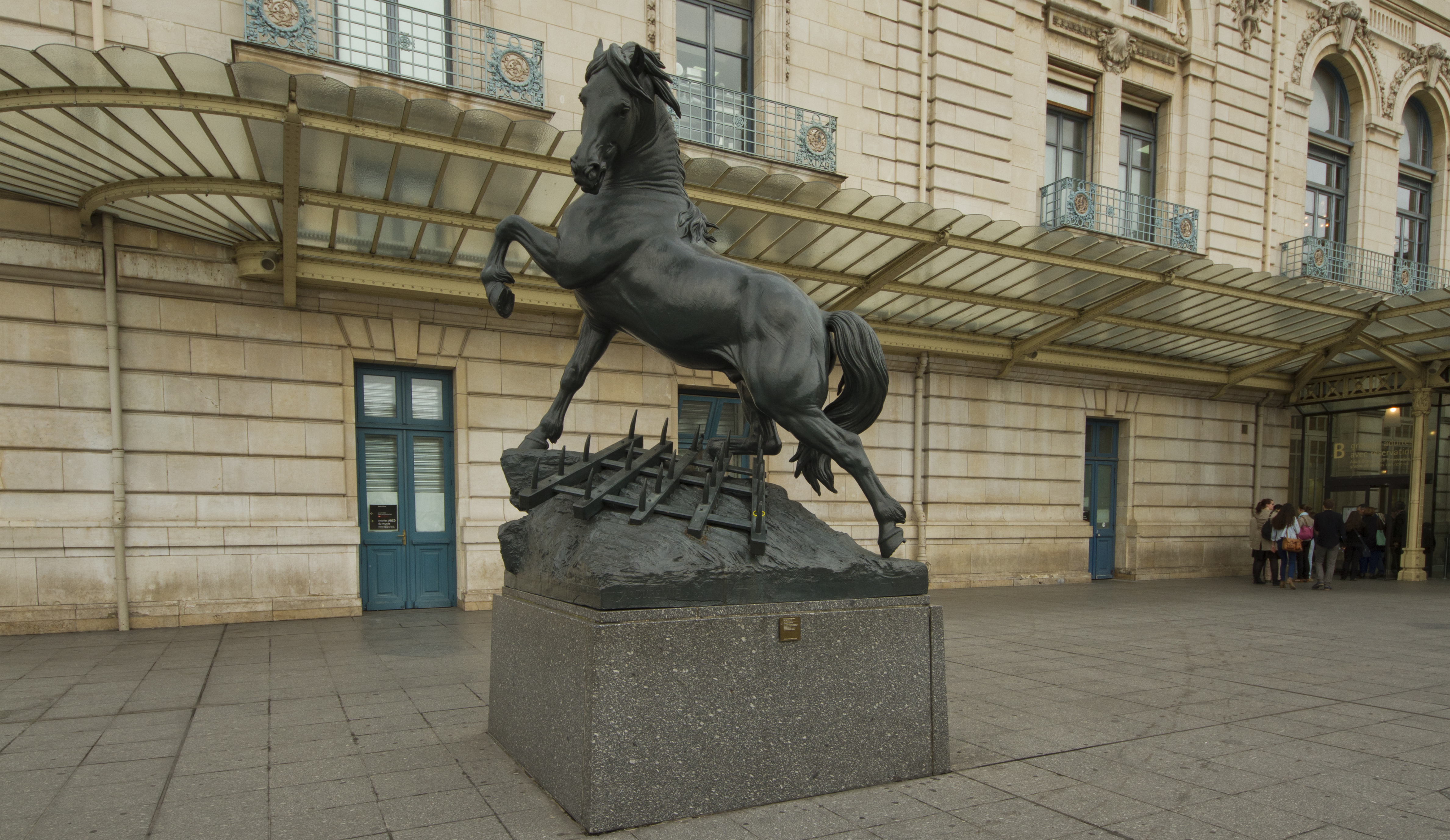
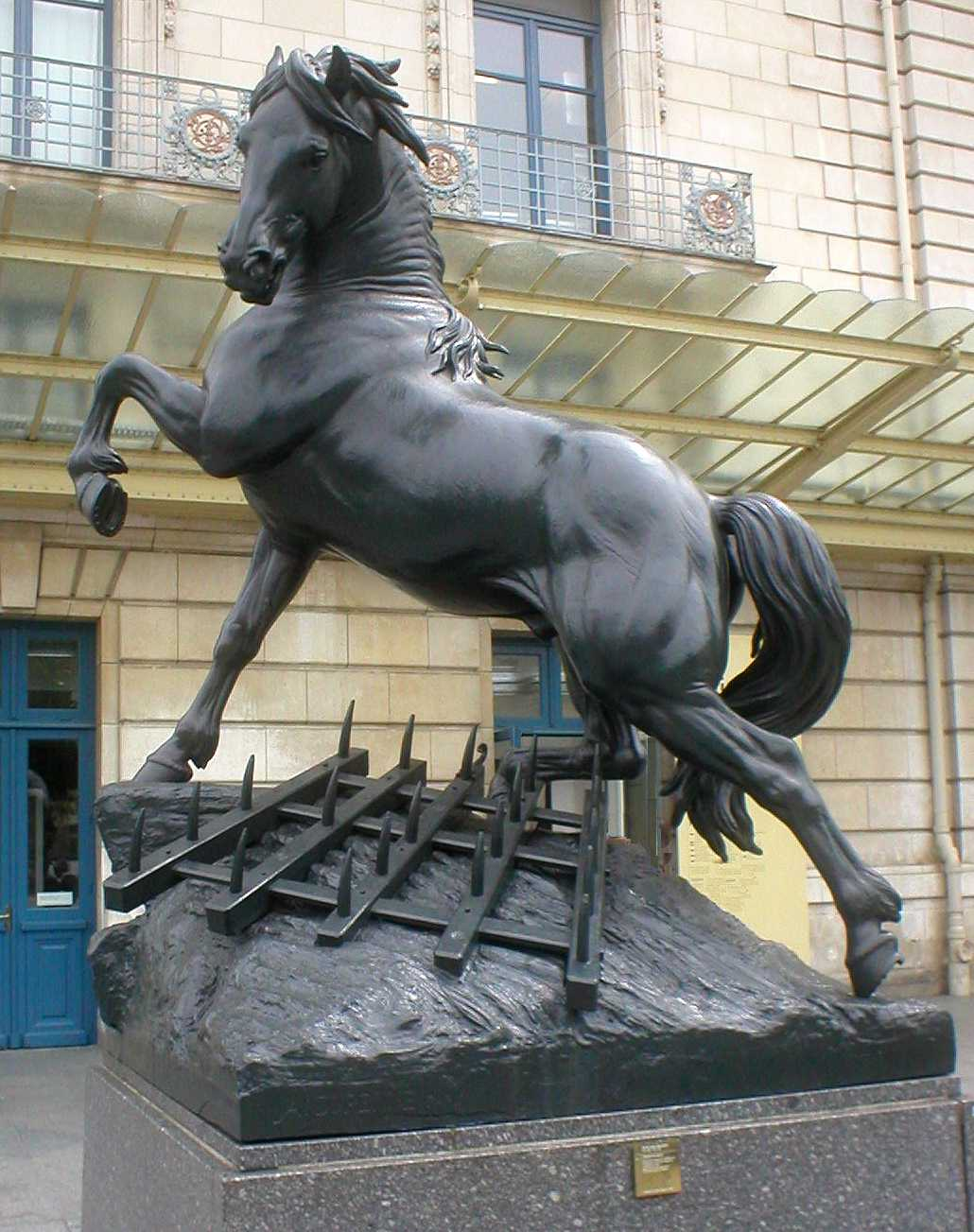